# エルトン・ジェンキンス
- エルグトン・ジェンキンス

エルトン・トランス・ジェンキンス・ジュニア（Elgton Torrance Jenkins Jr., 1995年12月26日 - ）は、アメリカ合衆国ミシシッピ州クラークスデール出身のプロアメリカンフットボール選手。NFLのグリーンベイ・パッカーズに所属している。ポジションはガード。

## 経歴

### グリーンベイ・パッカーズ
| 身長                                             | 体重            | 腕 の 長 さ   | 手 の 大 き さ    | 40Yrd ダ ッ シ ュ | 10Yrd ス プ リ ッ ト | 20Yrd ス プ リ ッ ト | 20Yrd シ ャ ト ル | 3 コ 丨 ン ド リ ル | 垂 直 跳 び     | 立 ち 幅 跳 び     | ベ ン チ プ レ ス |
| ------------------------------------------------ | --------------- | ------------- | ----------------- | ----------------- | -------------------- | -------------------- | ----------------- | ------------------- | --------------- | ------------------ | ----------------- |
| 6 ft 4+1⁄2 in (194 cm)                           | 310 lb (141 kg) | 34 in (86 cm) | 10+1⁄4 in (26 cm) | 5.10 s            | 1.78 s               | 2.96 s               | 4.62 s            | 7.77 s              | 28.0 in (71 cm) | 9 ft 1 in (2.77 m) | 29 回             |
| All values from NFL Combine/40 time from Pro Day |                 |               |                   |                   |                      |                      |                   |                     |                 |                    |                   |

2019年のNFLドラフトにて全体44位でグリーンベイ・パッカーズから指名され、その後4年総額678万ドルのルーキー契約を結んだ。
2020年シーズンは自身初となるプロボウルに選出された。
2021年シーズンは怪我で離脱したデビッド・バクティアリの代役としてレフトタックルを務めたが、第11週のミネソタ・バイキングス戦で左足の前十字靱帯を断裂し、シーズン残りの試合を欠場した。
2022年12月23日にパッカーズと4年総額6,800万ドルの契約延長に合意した。
2022年シーズンは2年ぶりとなるプロボウルに選出された。
2023年シーズンは第2週のアトランタ・ファルコンズ戦で左膝を負傷し、その後の2試合を欠場した。
2024年シーズンは全17試合に先発出場した。